# Liste des aéroports au Somaliland
Cet article dresse une Liste des aéroports du Somaliland, triés par emplacement.
Pour une liste triée par nom d'aéroport, voir Catégorie:Aéroport au Somaliland
Pour une liste triée par code OACI, voir Liste des codes OACI des aéroports/H

## Carte
| Berbera Burao Hargeisa Borama Erigavo Las Anod Kalabaydh Ismail Mire |

## Liste
| Ville            | OACI             | AITA             | Aéroport         |
| Aéroports civils | Aéroports civils | Aéroports civils | Aéroports civils |
| ---------------- | ---------------- | ---------------- | ---------------- |
| Berbera          | HCMI             | BBO              | Berbera          |
| Borama           | HCMT             | BXX              | Borama           |
| Burao            | HCMV             | BUO              | Burao            |
| Erigavo          | HCMU             | ERA              | Erigavo          |
| Hargeisa         | HCMH             | HGA              | Hargeisa         |
| Las Anod         | HCMP             | aucun            | Las Anod         |
| Buuhoodle        | aucun            | aucun            | Ismaïl Mire (so) |
| Kalabaydh        | aucun            | HCKB             | Kalabaydh        |